# W50
W50, también conocida como SNR G039.7-02.0, CTB 69 y AJG 93, es una nebulosa en la constelación del Águila. Se piensa que es un resto de supernova, y alberga en su interior el microcuásar SS 433.
Fue descubierta por Gart Westerhout en 1958 en un estudio de radiación continua en nuestra galaxia a una frecuencia de 1390 MHz.

## Morfología
W50 es un objeto único en cuanto que la nebulosa interactúa con los «jets» del microcuásar SS 433, situado en su centro geométrico.
W50 tiene forma de concha esférica con dos estructuras alargadas denominadas «alas»; dado que el eje del jet está alineado con la dirección de las alas, se considera que el jet y la nebulosa se hallan asociados.
Uno de los aspectos de interés del sistema SS 433 / W50 es el origen de la concha esférica de W50. Los dos modelos principales que explican su formación son: i) una burbuja de viento de un compañero binario de SS 433, una estrella progenitora o un disco de acreción con una tasa de acreción de masa que excede el límite de Eddington; y ii) un resto de supernova formado a partir de SS 433. Estos dos modelos no son excluyentes entre sí. Sin embargo, ambos escenarios presentan la misma incongruencia, y es que pese al mucho tiempo que ha llevado a la concha alcanzar un radio de 50 pársecs ——tamaño estimado de la misma—, la concha sigue siendo brillante. Por otra parte, tampoco se conoce el mecanismo de formación de las alas de los jets.

## Distancia y edad
W50 se encuentra a una distancia aproximada de 5500 ± 200 pársecs,
distancia compatible con la paralaje medida por Gaia (0,2161 ± 00626 milisegundos de arco).
Su edad no es conocida y solo se puede inferir a partir de modelos de formación de restos de supernova, asumiendo que W50 sea efectivamente un objeto de esta clase. En este sentido, de acuerdo a ciertos modelos teóricos basados en distintas propiedades en función de su radio, su edad se cifra en algo más de 100 000 años.